# Betreuungsgeld
Das Betreuungsgeld war eine Sozialleistung für Familien in Deutschland, die ihre Kinder im zweiten und dritten Lebensjahr ohne Inanspruchnahme öffentlicher Angebote wie Kindertagesstätten betreuen.
Das Betreuungsgeld wurde durch das Gesetz zur Einführung eines Betreuungsgeldes (Betreuungsgeldgesetz) am 1. August 2013 eingeführt. Am 21. Juli 2015 urteilte das Bundesverfassungsgericht, dass die Regelung aufgrund einer fehlenden Gesetzgebungskompetenz des Bundes gegen das Grundgesetz verstoße und nichtig sei. Ministerpräsident Horst Seehofer (CSU) kündigte daraufhin am selben Tag an, dass das Betreuungsgeld in Bayern als Landesleistung erhalten bleiben werde.
Auch in Finnland, Norwegen und Schweden gibt es ein Betreuungsgeld.

## Deutschland (nicht mehr aktuell)

### Rechtsgrundlage, Höhe und Zuständigkeit
Die Rechtsgrundlage für das Betreuungsgeld ist im Abschnitt 2 des Bundeselterngeld- und Elternzeitgesetzes (BEEG) geregelt, demnach pro Kind, das am 1. August 2012 oder später geboren ist, vom Beginn des 15. Lebensmonates bis zum Ende des 36. Lebensmonates Betreuungsgeld gewährt werden kann; es beträgt seit dem 1. August 2014 jeweils 150 Euro, bei Bezug vor dem 1. August 2014 jeweils 100 Euro monatlich (§ 27 Abs. 3 S. 2 BEEG). Ein Bezug vor dem 15. Lebensmonat ist nur zulässig, wenn kein Elterngeldanspruch mehr besteht, wobei das Betreuungsgeld insgesamt pro Kind nicht länger als 22 Monate gezahlt wird. Zuständig für die Gewährung von Betreuungsgeld sind die von den Landesregierungen dazu bestimmten Betreuungsgeldstellen. Das sind je nach Land ganz verschiedene Institutionen – während diese Funktion in Baden-Württemberg die L-Bank übernimmt, sind es in Berlin die bezirklichen (quasi kommunalen) Jugendämter oder in Nordrhein-Westfalen die Familienkassen.

### Verhältnis zu anderen Sozialleistungen
Auf das Arbeitslosengeld I sowie auf das Bundesausbildungsförderungsgesetz (BAföG) wird das Betreuungsgeld nur angerechnet, wenn es 300 Euro übersteigt, also wenn für mindestens vier, ab dem 1. August 2014 für mindestens drei Kinder gleichzeitig Betreuungsgeld bezogen wird. Das bedeutet, dass erst oberhalb von 300 Euro Betreuungsgeld die Leistungen Bafög und ALG I entsprechend gekürzt werden. Auf das Arbeitslosengeld II („Hartz IV“) wird das Betreuungsgeld in voller Höhe angerechnet, das heißt, es wird vom ALG II wieder abgezogen. Eltern, die ALG II beziehen, dürfen es nur indirekt für die Altersvorsorge oder zum Bildungssparen verwenden, wobei das Gesamtvermögen 200 Euro pro Lebensjahr jedoch nicht übersteigen darf. Faktisch gibt es damit kein Betreuungsgeld für die meisten Eltern, die ALG II beziehen. Trotzdem fordern die Jobcenter diese Eltern dazu auf, den Antrag auf Betreuungsgeld zu stellen, da ALG II nachrangig nach anderen Sozialleistungen ist. Diese müssen dann jedoch auch nicht mehr an Eingliederungsmaßnahmen der Jobcenter teilnehmen. Ein gleichzeitiger Bezug mit Elterngeld ist nicht möglich.

### Auszahlungsstatistik
Im dritten Quartal 2014 wurde für 317.219 Kinder Betreuungsgeld gezahlt.
Dies ist eine erhebliche Steigerung im Vergleich zu den vorherigen Quartalen. So wurde im ersten Quartal 2014 für 146.000 und im zweiten Quartal für 224.400 Kinder Betreuungsgeld gezahlt.
94,7 % der Empfänger sind Frauen.

### Kosten
Im Bundeshaushalt 2015 waren für das Betreuungsgeld 900 Millionen Euro veranschlagt.

### Kritik
Drei Ausschüsse des Bundesrats (Frauen und Jugend, Familie und Senioren, Finanzen) haben 2012 dem Bundesrat die Einberufung des Vermittlungsausschusses empfohlen, da das Betreuungsgeld nach ihrer Auffassung Kinder vom Bildungsangebot der Kindertagesstätten fernhalte und überholte Rollenvorstellungen über die Aufteilung von Familien- und Erwerbsarbeit verfestige. Das Betreuungsgeld sei nicht zuletzt unter finanz- und wirtschaftspolitischen Gesichtspunkten verfehlt. Internationale Erfahrungen zeigten, dass entsprechende Leistungen in der Tendenz zu einem Rückgang der Erwerbsbeteiligung von Müttern  und bei der Nutzung frühkindlicher Bildungs- und Betreuungseinrichtungen führen.
Kritisiert wird auch, dass das Betreuungsgeld den Erwerbsanreiz insbesondere von Müttern mit einem erwerbstätigen Partner reduziere. Das führe dazu, dass entweder die Erwerbstätigenquote oder das Arbeitsvolumen sinke. Laut Spieß könne zwar ein kurzfristiger Einkommensausfall mit dem Betreuungsgeld kompensiert werden, mittel- bis langfristige Lohneffekte, die mit einer Reduktion der Erwerbsarbeit verbunden sind, jedoch nicht.
Ein weiterer Kritikpunkt betrifft Kinder aus Migrantenfamilien. Diese würden vermehrt zu Hause betreut, was die Integration der Kinder und deren deutschen Spracherwerb erschwere.
Kritiker nannten das Betreuungsgeld Herdprämie, weil es nach Ansicht der Kritiker „[...] die Mütter von der Berufstätigkeit abhält und damit ein antiquiertes Familienbild fördert.“

### Normenkontrolle
Das Bundesverfassungsgericht befasste sich im Jahr 2015 nach einem Normenkontrollantrag Hamburgs mit der Verfassungsmäßigkeit des  Betreuungsgeldes. Hamburg sah seine Anstrengungen, möglichst viele Kinder schon ab dem ersten Lebensjahr in öffentlich geförderte Betreuungseinrichtungen zu bringen, durch den Anreiz des Betreuungsgeldes konterkariert und monierte, es habe dem Bund bei der Einführung des Betreuungsgeldes an der Gesetzgebungskompetenz hierzu gefehlt, da dies weder eine Leistung zur öffentlichen Fürsorge noch zur Harmonisierung der Lebensverhältnisse gewesen sei. Das Gesetz verstoße zudem gegen die Gleichbehandlung von Mann und Frau sowie Artikel 6 des Grundgesetzes, zumal auch derjenige den Anspruch auf das Betreuungsgeld verliere, der sein Kind nur für eine Stunde pro Woche in eine staatlich geförderte Kindertagesstätte gebe.
Mit Urteil vom 21. Juli 2015 (Az.: 1 BvF 2/13) entschied das Bundesverfassungsgericht, dass das Betreuungsgeld mangels entsprechender Gesetzgebungskompetenz des Bundes gegen das Grundgesetz verstoße. Das Gericht führte aus, die Einführung des Betreuungsgeldes sei zwar dem Gebiet der öffentlichen Fürsorge im Sinne des Art. 74 Abs. 1 Nr. 7 GG zuzuordnen, jedoch seien die Voraussetzungen des Art. 72 Abs. 2 GG nicht erfüllt. Nach dieser Regelung ist eine Gesetzgebungskompetenz des Bundes nur dann gegeben, wenn die Herstellung gleichwertiger Lebensverhältnisse im Bundesgebiet oder die Wahrung der Rechts- oder Wirtschaftseinheit im gesamtstaatlichen Interesse eine bundesgesetzliche Regelung erforderlich macht. Diesen Anforderungen genügten die Bestimmungen über ein bundeseinheitliches Betreuungsgeld nicht.

## Finnland, Norwegen und Schweden
Das Betreuungsgeld wurde 1985 in Finnland, 1998 in Norwegen und 2008 in Schweden eingeführt. Das Betreuungsgeld wird in den drei Ländern voll oder anteilig ausgezahlt, wenn das staatliche Betreuungsangebot nicht oder nur teilweise in Anspruch genommen wird. In Finnland und Schweden haben Kinder einen Rechtsanspruch auf einen staatlichen Kinderbetreuungsplatz. Im Gegensatz dazu ist in Norwegen der Zugang zu guten staatlichen Betreuungseinrichtungen nicht garantiert. Das Betreuungsgeld gilt nicht nur für die heimische Betreuung durch die Eltern, sondern kann auch für private Betreuungsangebote genutzt werden.
Die Höhe des Betreuungsgeldes liegt in den drei Ländern bei etwa 10 % des durchschnittlichen Einkommens, also monatlich etwa 330 Euro in Finnland, 3.300 bis 5.000 NOK in Norwegen und 3.000 SEK in Schweden. In Finnland gibt es außerdem noch Zulagen für das betreute Kind und eine Zuzahlung für jedes Geschwisterkind.
Bezugsberechtigt sind Familien in Finnland, die ein Kind unter drei Jahren haben, das nicht in einer öffentlichen Einrichtung betreut wird. In Norwegen wird seit dem 1. August 2012 nur für einjährige Kinder (zwischen 13 und 23 Monaten), die nicht in öffentliche Betreuungseinrichtungen gehen, Betreuungsgeld gezahlt. In Schweden erhalten Eltern mit Kindern im Alter von ein bis drei Jahren, die nicht oder teilweise staatlich betreut werden, Betreuungsgeld in voller oder anteiliger Höhe.
In Finnland wurde 2007 für 52 % der Kinder zwischen neun Monaten und drei Jahren Betreuungsgeld ausgezahlt, 1998 waren es 57 %. In Norwegen ist der Anteil der Familien, die Betreuungsgeld in Anspruch genommen haben, seit der Einführung stark zurückgegangen: 2011 haben 25 % aller Eltern von ein- bis zweijährigen Kindern Betreuungsgeld erhalten, 1999 waren es 75 %. In Schweden nahmen im Jahr 2011 4,7 % der in den auszahlenden Kommunen bezugsberechtigten Eltern Betreuungsgeld in Anspruch. Das entspricht 2,5 % aller Eltern von ein- bis zweijährigen Kindern.
Die große Mehrheit der Leistungsempfänger sind Mütter – 84 % in Norwegen bis 92 % in Schweden –, vor allem Mütter mit geringem Einkommen und niedrigem Bildungsstand.
Studien aus Finnland und Norwegen zeigen, dass das Betreuungsgeld mit einer stärkeren geschlechtsspezifischen Arbeitsteilung bei der Kinderbetreuung und traditionellen Geschlechterrollen zusammenhängt. In Schweden hat sich die Einkommensschere zwischen Frauen und Männern im Zuge der Einführung des Betreuungsgeldes weiter geöffnet, weil es überwiegend Frauen sind, die Betreuungsgeld in Anspruch nehmen und ihre Arbeit und damit das Einkommen reduzieren.
In Norwegen kam es im Laufe der ersten vier Jahre nach Einführung des Betreuungsgeldes zu einem deutlichen Rückgang in der Arbeitsmarktbeteiligung von Müttern. Das Betreuungsgeld erhöht die relativen Kosten staatlicher Kinderbetreuung und schafft Anreize für Frauen, zu Hause zu bleiben. Das Betreuungsgeld hat sich in Norwegen und Schweden besonders negativ auf die Arbeitsmarktbeteiligung von Müttern mit Migrationshintergrund ausgewirkt. In Finnland führen die kommunalen Zusatzleistungen zum Betreuungsgeld dazu, dass sich die Beschäftigungsquote von Müttern noch weiter verringert.